# Cladotaenia globifera
Espèce
Synonymes
- Taenia globifera Batsch, 1786 (protonyme)

Cladotaenia globifera est une espèce de cestodes de la famille des Paruterinidae et parasite de mammifères et d'oiseaux.

## Hôtes
Cladotaenia globifera parasite de nombreuses espèces de mammifères et d'oiseaux. Parmi les premiers, on compte les espèces suivantes :
- Campagnol agreste (Microtus agrestis)
- Campagnol de Brandt (Lasiopodomys brandtii)
- Campagnol à dos roux de Gapper (Myodes gapperi)
- Campagnol mondain (Microtus socialis)
- Campagnol nordique (Microtus oeconomus)
- Campagnol des prés (Microtus pennsylvanicus)
- Campagnol roussâtre (Myodes glareolus)
- Campagnol de Sundevall (Myodes rufocanus)
- Crocidure musette (Crocidura russula)
- Écureuil roux (Sciurus vulgaris)
- Hérisson commun (Erinaceus europaeus)
- Lemming des bois (Myopus schisticolor)
- Mulot des champs (Apodemus agrarius)
- Mulot à collier (Apodemus flavicollis)
- Mulot pygmée (Apodemus uralensis)
- Mulot sylvestre (Apodemus sylvaticus)
- Musaraigne carrelet (Sorex araneus)
- Grand polatouche (Glaucomys sabrinus)
- Souris grise (Mus musculus)
- Souris sylvestre (Peromyscus maniculatus)
- Taupe d'Europe (Talpa europaea)

Parmi les oiseaux pouvant être parasités par C. globifera, on compte le Blongios nain (Ixobrychus minutus) et les rapaces suivants :
- Aigle botté (Hieraaetus pennatus)
- Aigle pomarin (Clanga pomarina)
- Aigle ravisseur (Aquila rapax)
- Autour des palombes (Accipiter gentilis)
- Busard pâle (Circus macrourus)
- Busard des roseaux (Circus aeruginosus)
- Busard Saint-Martin (Circus cyaneus)
- Petite Buse (Buteo platypterus)
- Buse féroce (Buteo rufinus)
- Buse pattue (Buteo lagopus)
- Buse variable (Buteo buteo)
- Épervier d'Europe (Accipiter nisus)
- Épervier shikra (Accipiter badius)
- Faucon crécerelle (Falco tinnunculus)
- Faucon crécerellette (Falco naumanni)
- Faucon émerillon (Falco columbarius)
- Faucon hobereau (Falco subbuteo)
- Hibou moyen-duc (Asio otus)
- Hibou grand-duc (Bubo bubo)
- Milan noir (Milvus migrans)

## Taxinomie
L'espèce est décrite en 1786 par le naturaliste allemand August Johann Georg Karl Batsch sous le protonyme Taenia globifera.